# سیبور آرنا
سیبور آرنا (انگلیسی: Sibur Arena) یک سالن ورزشی سرپوشیده در شهر سن پترزبورگ، روسیه است.
این ورزشگاه که در سال ۲۰۱۳ تأسیس شده دارای ۷۱۲۰ نفر ظرفیت است و برای مسابقات والیبال و بسکتبال مورد استفاده قرار میگیرد.